# Bad Elster
Bad Elster település Németországban, azon belül Szászország tartományban. Lakosainak száma 3617 fő (2023. december 31.). Bad Elster Aš és Hranice községekkel határos.

## Népesség
A település népességének változása:
| Lakosok száma | 3692 | 3668 | 3654 | 3610 | 3644 | 3617 |
|               | 2015 | 2017 | 2019 | 2021 | 2022 | 2023 |